# 91 (tal)
91 (nittioett) är det naturliga talet som följer 90 och som följs av 92.
- Hexadecimala talsystemet: 5B
- Binärt: 1011011
- Primfaktoriseringen 7 · 13
- Delbarhet: 1, 7, 13 och 91
- Summan av delarna: 112

## Inom matematiken
- 91 är ett udda tal.
- 91 är ett semiprimtal
- 91 är ett triangeltal
- 91 är ett hexagontal
- 91 är ett centrerat hexagontal
- 91 är ett centrerat nonagontal
- 91 är ett kvadratpyramidtal
- 91 är ett centrerat kubiktal
- 91 är ett extraordinärt tal
- 91 är ett kvadratfritt tal
- 91 är ett aritmetiskt tal.
- 91 är ett palindromtal i det ternära talsystemet.
- 91 är ett palindromtal i det duodecimala talsystemet.

## Inom vetenskapen
- Protaktinium, atomnummer 91
- 91 Aegina, en asteroid
- Messier 91, spiralgalax i Berenikes hår, Messiers katalog